# WKG Kriegsmarine U-Stützpunkt Stettin
Die Wettkampfgemeinschaft Kriegsmarine U-Stützpunkt Stettin war ein Sportverein im Deutschen Reich mit Sitz in der damaligen Provinzhauptstadt Stettin.

## Geschichte
Die WKG trat das erste Mal in der Saison 1943/44 als Neuling in der 1. Klasse Pommern an. In der Kreisgruppe C, in der der Verein eingeordnet wurde, belegte die Mannschaft bereits nach der ersten Saison mit 40:6 Punkten den ersten Platz und wurde damit Kreisgruppenmeister. Zur neuen Saison wurden alle Vereine die noch am Spielbetrieb teilnehmen konnten in die Gauliga Pommern eingeteilt und dort in sogenannte Sportkreisgruppen eingeteilt. Die Gruppe Stettin des Abschnitt West wurde der WKG zugeteilt. Bis zum Abbruch des Spielbetriebs hatte die Mannschaft insgesamt sieben Spiele gespielt und war mit 10:4 Punkten zu dieser Zeit Gruppenerster. Spätestens am Ende des Zweiten Weltkriegs wurde der Verein dann auch aufgelöst.